# Julian Hall
Julian Zakrzewski Hall (Nueva York, Estados Unidos, 24 de marzo de 2008) es un futbolista estadounidense. Juega de extremo izquierdo y su equipo actual es el New York Red Bulls de la Major League Soccer.

## Trayectoria
En el año 2020 se incorporó a la academia del New York Red Bulls. Con la sub-15 se coronaron campeones de la MLS NEXT Cup 2023, por primera vez en la historia el club ganó el título, Julian se destacó con 5 goles, logró la bota de oro y el premio al mejor jugador.
Firmó su primer contrato profesional con 15 años, el 7 de septiembre de 2023, estableció vínculo hasta finales de 2026, con opción a un año más.
Debutó en el primer equipo el 30 de septiembre de 2023, el entrenador Troy Lesesne lo hizo ingresar al minuto 81 para enfrentar a Chicago Fire pero perdieron 0-1 en el Red Bull Arena ante más de 20300 espectadores. Disputó su primer encuentro oficial con 15 años y la camiseta número 41, se convirtió en el segundo jugador más joven en tener minutos en la Major League Soccer.

## Selección nacional
Ha sido parte de la selección de fútbol de Estados Unidos en las categorías juveniles sub-15, sub-16 y sub-17.

## Estadísticas
Actualizado al último partido disputado el 14 de abril de 2025.
| Club                                 | Div.          | Temporada     | Liga  | Liga  | Liga   | Copas nacionales | Copas nacionales | Copas nacionales | Copas internacionales | Copas internacionales | Copas internacionales | Total | Total | Total  |
| Club                                 | Div.          | Temporada     | Part. | Goles | Asist. | Part.            | Goles            | Asist.           | Part.                 | Goles                 | Asist.                | Part. | Goles | Asist. |
| ------------------------------------ | ------------- | ------------- | ----- | ----- | ------ | ---------------- | ---------------- | ---------------- | --------------------- | --------------------- | --------------------- | ----- | ----- | ------ |
| New York Red Bulls II Estados Unidos | 3.ª           | 2023          | 12    | 3     | 1      | -                | -                | -                | —                     | —                     | —                     | 12    | 3     | 1      |
| New York Red Bulls II Estados Unidos | 3.ª           | 2024          | 16    | 6     | 1      | 1                | 0                | 0                | —                     | —                     | —                     | 17    | 6     | 1      |
| New York Red Bulls II Estados Unidos | 3.ª           | 2025          | 2     | 2     | 1      | -                | -                | -                | —                     | —                     | —                     | 2     | 2     | 1      |
| New York Red Bulls II Estados Unidos | Total club    | Total club    | 30    | 11    | 3      | 1                | 0                | 0                | 0                     | 0                     | 0                     | 31    | 11    | 3      |
| New York Red Bulls Estados Unidos    | 1.ª           | 2023          | 1     | 0     | 0      | -                | -                | -                | -                     | -                     | -                     | 1     | 0     | 0      |
| New York Red Bulls Estados Unidos    | 1.ª           | 2024          | 11    | 2     | 1      | -                | -                | -                | 1                     | 0                     | 0                     | 12    | 2     | 1      |
| New York Red Bulls Estados Unidos    | 1.ª           | 2025          | 5     | 0     | 0      | -                | -                | -                | -                     | -                     | -                     | 5     | 0     | 0      |
| New York Red Bulls Estados Unidos    | Total club    | Total club    | 17    | 2     | 1      | 0                | 0                | 0                | 1                     | 0                     | 0                     | 18    | 2     | 1      |
| Total carrera                        | Total carrera | Total carrera | 47    | 13    | 4      | 1                | 0                | 0                | 1                     | 0                     | 0                     | 49    | 13    | 3      |